# SELinux
Security-Enhanced Linux (SELinux) är en funktion för Linuxkärnan som gör det möjligt att ha avancerade säkerhetslösningar för filer eller hårdvara. SELinux har utvecklats för att möjliggöra användandet av Linux i säkerhetskritiska system.
SELinux är integrerat i den vanliga Linuxkärnan sedan version 2.6.

## Översikt
Amerikanska säkerhetstjänsten, National Security Agency (NSA), den ursprungliga primära utvecklaren av SELinux, släppte den första versionen under GNU GPL den 22 december 2000. Programmet tillsammans med huvudlinjen Linuxkärnan 2.6. släpptes den 8 augusti 2003. Produkten har gjorts tillgängliga via TrustedBSD projektet för FreeBSD och Darwin operativsystem.